# 2017-es gyorsasági kajak-kenu világbajnokság
A 2017-es gyorsasági kajak-kenu világbajnokságot Csehországban, Račicében rendezték meg augusztus 23. és 27. között. Ez volt a 43. kajak-kenu világbajnokság. A magyar csapat 5 arany-, 5 ezüst és 2 bronzéremmel az éremtáblázat harmadik helyén zárt.
Ezen a világbajnokságon szerezte Zaza Nadiradze, C1 200 méteren Grúzia első világbajnoki ezüstérmét, mely egyben az ország első világbajnoki érme is ebben a sportágban. Ezen a világbajnokságon szerezte Adel Mojallalimoghadam, C1 200 méteren Irán első világbajnoki bronzérmét, mely egyben az ország első világbajnoki érme is ebben a sportágban.

## Összesített éremtáblázat
Az alábbi táblázat a kajak-kenu és a parakenu szakág összesített éremtáblázatát mutatja.
  *   Rendező
  *   Magyarország
| Helyezés | Ország             | Arany | Ezüst | Bronz | Összesen |
| -------- | ------------------ | ----- | ----- | ----- | -------- |
| 1.       | Ausztrália         | 7     | 0     | 0     | 7        |
| 2.       | Németország        | 6     | 6     | 1     | 13       |
| 3.       | Magyarország       | 5     | 5     | 2     | 12       |
| 4.       | Egyesült Királyság | 4     | 1     | 6     | 11       |
| 5.       | Oroszország        | 3     | 4     | 3     | 10       |
| 6.       | Csehország         | 2     | 1     | 3     | 6        |
| 7.       | Új-Zéland          | 2     | 1     | 1     | 4        |
| 8.       | Fehéroroszország   | 2     | 0     | 4     | 6        |
| 9.       | Kanada             | 2     | 0     | 0     | 2        |
| 10.      | Brazília           | 1     | 2     | 2     | 5        |
| 11.      | Olaszország        | 1     | 2     | 1     | 4        |
| 11.      | Spanyolország      | 1     | 2     | 1     | 4        |
| 13.      | Portugália         | 1     | 1     | 0     | 2        |
| 14.      | Ukrajna            | 1     | 0     | 4     | 5        |
| 15.      | Szerbia            | 1     | 0     | 2     | 3        |
| 16.      | Lengyelország      | 0     | 2     | 2     | 4        |
| 17.      | Dánia              | 0     | 2     | 1     | 3        |
| 18.      | Ausztria           | 0     | 2     | 0     | 2        |
| 18.      | Kuba               | 0     | 2     | 0     | 2        |
| 20.      | Japán              | 0     | 1     | 1     | 2        |
| 20.      | Románia            | 0     | 1     | 1     | 2        |
| 22.      | Grúzia             | 0     | 1     | 0     | 1        |
| 22.      | Svédország         | 0     | 1     | 0     | 1        |
| 22.      | Szlovákia          | 0     | 1     | 0     | 1        |
| 22.      | Üzbegisztán        | 0     | 1     | 0     | 1        |
| 26.      | Szlovénia          | 0     | 0     | 2     | 2        |
| 27.      | Chile              | 0     | 0     | 1     | 1        |
| 27.      | Irán               | 0     | 0     | 1     | 1        |
| 27.      | Lettország         | 0     | 0     | 1     | 1        |
| Összesen | Összesen           | 39    | 39    | 40    | 118      |

## A magyar csapat
| férfiak   | férfiak                                                  | férfiak |
| --------- | -------------------------------------------------------- | ------- |
| K1 200 m  | Horváth Bence                                            | kizárva |
| K2 200 m  | Balaska Márk Birkás Balázs                               | arany   |
| K1 500 m  | Kopasz Bálint                                            | 10.     |
| K2 500 m  | Nádas Bence Tótka Sándor                                 | ezüst   |
| K4 500 m  | Nádas Bence Tótka Sándor Molnár Péter Mozgi Milán        | 15.     |
| K1 1000 m | Kopasz Bálint                                            | 5.      |
| K2 1000 m | Hufnágel Tibor Ilyés Róbert                              | 4.      |
| K4 1000 m | Kammerer Zoltán Tóth Dávid Ceiner Benjámin Pauman Dániel | ezüst   |
| K1 5000 m | Noé Bálint                                               | 18.     |
| C1 200 m  | Hajdu Jonatán                                            | 6.      |
| C2 200 m  | Hajdu Jonatán Fekete Ádám                                | bronz   |
| C1 500 m  | Fekete Ádám                                              | 9.      |
| C2 500 m  | Korisánszky Dávid Mike Róbert                            | 7.      |
| C1 1000 m | Vasbányai Henrik                                         | 10.     |
| C2 1000 m | Korisánszky Dávid Mike Róbert                            | 9.      |
| C4 1000 m | Vasbányai Henrik Kiss Tamás Sarudi Pál Varga Dávid       | 4.      |
| C1 5000 m | Varga Dávid                                              | 6.      |
| KL1 200 m | Suba Róbert                                              | ezüst   |
| KL1 200 m | Juhász Tamás                                             | 7.      |
| KL3 200 m | Kiss Erik                                                |         |
| KL3 200 m | Fábián István                                            |         |
| VL1 200 m | Suba Róbert                                              | ezüst   |
| VL2 200 m | Suha Miklós                                              |         |

| nők       | nők                                                             | nők   |
| --------- | --------------------------------------------------------------- | ----- |
| K1 200 m  | Lucz Dóra                                                       | 8.    |
| K2 200 m  | Hagymási Réka Szabó Ágnes                                       | arany |
| K1 500 m  | Medveczky Erika                                                 | 12.   |
| K2 500 m  | Takács Tamara Vad Ninetta                                       | 5.    |
| K4 500 m  | Medveczky Erika Takács Tamara Fazekas-Zur Krisztina Vad Ninetta | arany |
| K1 1000 m | Bodonyi Dóra                                                    | 5.    |
| K2 1000 m | Farkasdi Ramóna Medveczky Erika                                 | arany |
| K1 5000 m | Bodonyi Dóra                                                    | arany |
| C1 200 m  | Devecseriné Takács Kincső                                       | bronz |
| C2 500 m  | Balla Virág Devecseriné Takács Kincső                           | 4.    |
| KL2 200 m | Varga Katalin                                                   | 6.    |
| KL3 200 m | Fehér Annamária                                                 |       |
| VL2 200 m | Molnárné Tóth Julianna                                          | 7.    |

## Érmesek

### Kajak-kenu

#### Éremtáblázat
Az alábbi táblázat a kajak-kenu szakág éremtáblázatát mutatja.
  *   Rendező
  *   Magyarország
| Helyezés | Ország             | Arany | Ezüst | Bronz | Összesen |
| -------- | ------------------ | ----- | ----- | ----- | -------- |
| 1        | Németország        | 6     | 5     | 1     | 12       |
| 2        | Magyarország       | 5     | 2     | 2     | 9        |
| 3        | Oroszország        | 2     | 2     | 1     | 5        |
| 4        | Csehország         | 2     | 1     | 3     | 6        |
| 5        | Új-Zéland          | 2     | 1     | 1     | 4        |
| 6        | Fehéroroszország   | 2     | 0     | 4     | 6        |
| 7        | Ausztrália         | 2     | 0     | 0     | 2        |
| 7        | Kanada             | 2     | 0     | 0     | 2        |
| 9        | Spanyolország      | 1     | 2     | 0     | 3        |
| 10       | Portugália         | 1     | 1     | 0     | 2        |
| 11       | Egyesült Királyság | 1     | 0     | 3     | 4        |
| 12       | Szerbia            | 1     | 0     | 2     | 3        |
| 13       | Lengyelország      | 0     | 2     | 2     | 4        |
| 14       | Dánia              | 0     | 2     | 1     | 3        |
| 14       | Olaszország        | 0     | 2     | 1     | 3        |
| 16       | Kuba               | 0     | 2     | 0     | 2        |
| 17       | Grúzia             | 0     | 1     | 0     | 1        |
| 17       | Románia            | 0     | 1     | 0     | 1        |
| 17       | Svédország         | 0     | 1     | 0     | 1        |
| 17       | Szlovákia          | 0     | 1     | 0     | 1        |
| 21       | Szlovénia          | 0     | 0     | 2     | 2        |
| 21       | Ukrajna            | 0     | 0     | 2     | 2        |
| 23       | Brazília           | 0     | 0     | 1     | 1        |
| 23       | Irán               | 0     | 0     | 1     | 1        |
| 23       | Lettország         | 0     | 0     | 1     | 1        |
| Összesen | Összesen           | 27    | 27    | 28    | 82       |

#### Férfiak

##### Kajak
| Versenyszám | Arany                                                                         | Arany     | Ezüst                                                                          | Ezüst     | Bronz                                                                           | Bronz     |
| ----------- | ----------------------------------------------------------------------------- | --------- | ------------------------------------------------------------------------------ | --------- | ------------------------------------------------------------------------------- | --------- |
| K1 200 m    | Liam Heath · Egyesült Királyság                                               | 33,733    |                                                                                |           | Aleksejs Rumjancevs · Lettország                                                | 34,439    |
| K2 200 m    | Balaska Márk · Birkás Balázs · Magyarország                                   | 30,912    | Carlos Garrote · Cristian Toro · Spanyolország                                 | 31,278    | Nebojša Grujić · Marko Novaković · Szerbia                                      | 31,451    |
| K1 500 m    | Josef Dostál · Csehország                                                     | 1:36,520  | René Holten Poulsen · Dánia                                                    | 1:38,267  | Oleh Kuharik · Ukrajna                                                          | 1:38,483  |
| K2 500 m    | Marcus Walz · Rodrigo Germade · Spanyolország                                 | 1:27,979  | Nádas Bence · Tótka Sándor · Magyarország                                      | 1:29,107  | Vitalij Bjalko · Raman Pjatrusenka · Fehéroroszország                           | 1:29,518  |
| K4 500 m    | Ronald Rauhe · Max Rendschmidt · Tom Liebscher · Max Lemke · Németország      | 1:17,734  | Carlos Garrote · Marcus Walz · Rodrigo Germade · Cristian Toro · Spanyolország | 1:18,371  | Daniel Havel · Jakub Špicar · Jan Štĕrba · Radek Šlouf · Csehország             | 1:18,729  |
| K1 1000 m   | Tom Liebscher · Németország                                                   | 3:27,754  | Fernando Pimenta · Portugália                                                  | 3:27,993  | Josef Dostál · Csehország                                                       | 3:28,576  |
| K2 1000 m   | Marko Tomićević · Milenko Zorić · Szerbia                                     | 3:08,647  | Adam Botek · Peter Gelle · Szlovákia                                           | 3:10,725  | Jakub Špicar · Daniel Havel · Csehország                                        | 3:10,853  |
| K4 1000 m   | Kenny Wallace · Riley Fitzsimmons · Jordan Wood · Murray Stewart · Ausztrália | 2:50,576  | Kammerer Zoltán · Tóth Dávid · Ceiner Benjámin · Pauman Dániel · Magyarország  | 2:50,931  | Kai Spenner · Lukas Reuschenbach · Kostja Stroinski · Gecső Tamás · Németország | 2:53,146  |
| K1 5000 m   | Fernando Pimenta · Portugália                                                 | 20:46,907 | Max Hoff · Németország                                                         | 20:50,259 | Aleh Jurenya · Fehéroroszország                                                 | 21:00,828 |

##### Kenu
| Versenyszám | Arany                                                                           | Arany     | Ezüst                                                                               | Ezüst     | Bronz                                                                                   | Bronz     |
| ----------- | ------------------------------------------------------------------------------- | --------- | ----------------------------------------------------------------------------------- | --------- | --------------------------------------------------------------------------------------- | --------- |
| C1 200 m    | Arcem Kozir · Fehéroroszország                                                  | 38,161    | Zaza Nadiradze · Grúzia                                                             | 38,439    | Adel Mojallalimoghadam · Irán                                                           | 38,605    |
| C2 200 m    | Alekszander Kovalenko · Ivan Stil · Oroszország                                 | 36,088    | Arsen Sliwinski · Michal Marek Lubniewski · Lengyelország                           | 36,673    | Hajdu Jonatán · Fekete Ádám · Magyarország                                              | 36,762    |
| C1 500 m    | Martin Fuksa · Csehország                                                       | 1:49,725  | Carlo Tacchini · Olaszország                                                        | 1:50,309  | Makszim Petrov · Fehéroroszország                                                       | 1:50,583  |
| C2 500 m    | Viktor Melantyjev · Ivan Stil · Oroszország                                     | 1:38,868  | Leonid Carp · Victor Mihalachi · Románia                                            | 1:39,796  | Nicolae Craciun · Sergiu Craciun · Olaszország                                          | 1:39,979  |
| C1 1000 m   | Sebastian Brendel · Németország                                                 | 3:50,503  | Martin Fuksa · Csehország                                                           | 3:51,303  | Isaquias Queiroz dos Santos · Brazília                                                  | 3:52,542  |
| C2 1000 m   | Yul Oeltze · Peter Kretschmer · Németország                                     | 3:31,613  | Serguey Torres Madrigal · Fernando Dayan Jorge Enriquez · Kuba                      | 3:31,955  | Viktor Melantyjev · Vlagyiszlav Csebotar · Oroszország                                  | 3:33,123  |
| C4 1000 m   | Sebastian Brendel · Stefan Kiraj · Conrad Scheibner · Jan Vandrey · Németország | 3:14,893  | Piotr Kuleta · Wiktor Glazunow · Tomasz Barniak · Marcin Grzybowski · Lengyelország | 3:16,798  | Gyenyisz Kamerilov · Gyenyisz Kovalenko · Eduard Semetilo · Vitalij Verhelesz · Ukrajna | 3:17,198  |
| C1 5000 m   | Sebastian Brendel · Németország                                                 | 23:34,796 | Serguey Torres Madrigal · Kuba                                                      | 23:37,312 | Mateusz Kaminski · Lengyelország                                                        | 23:42,522 |

#### Nők

##### Kajak
| Versenyszám | Arany                                                                                | Arany     | Ezüst                                                                              | Ezüst     | Bronz                                                                   | Bronz     |
| ----------- | ------------------------------------------------------------------------------------ | --------- | ---------------------------------------------------------------------------------- | --------- | ----------------------------------------------------------------------- | --------- |
| K1 200 m    | Lisa Carrington · Új-Zéland                                                          | 38,433    | Emma Jørgensen · Dánia                                                             | 39,001    | Špela Ponomarenko Janić · Szlovénia · Milica Starović · Szerbia         | 39,559    |
| K2 200 m    | Hagymási Réka · Szabó Ágnes · Magyarország                                           | 37,445    | Susanna Cicali · Francesca Genzo · Olaszország                                     | 37,508    | Angela Hannah · Hannah Brown · Egyesült Királyság                       | 37,993    |
| K1 500 m    | Volha Hudzenka · Fehéroroszország                                                    | 1:48,421  | Lisa Carrington · Új-Zéland                                                        | 1:48,710  | Emma Jørgensen · Dánia                                                  | 1:50,465  |
| K2 500 m    | Lisa Carrington · Caitlin Ryan · Új-Zéland                                           | 1:38,687  | Franziska Weber · Tina Dietze · Németország                                        | 1:40,582  | Špela Ponomarenko Janić · Anja Osterman · Szlovénia                     | 1:40,804  |
| K4 500 m    | Takács Tamara · Medveczky Erika · Fazekas-Zur Krisztina · Vad Ninetta · Magyarország | 1:29,784  | Franziska Weber · Sabrina Hering · Steffi Kriegenstein · Tina Dietze · Németország | 1:30,084  | Lisa Carrington · Aimee Fisher · Kayla Imrie · Caitlin Ryan · Új-Zéland | 1:30,215  |
| K1 1000 m   | Alyce Burnett · Ausztrália                                                           | 3:55,971  | Karin Johansson · Svédország                                                       | 3:58,181  | Rachel Cawthorn · Egyesült Királyság                                    | 3:59,036  |
| K2 1000 m   | Farkasdi Ramóna · Medveczky Erika · Magyarország                                     | 3:37,149  | Melanie Gebhardt · Tabea Medert · Németország                                      | 3:42,061  | Justyna Iskrzycka · Paulina Paszek · Lengyelország                      | 3:42,838  |
| K1 5000 m   | Bodonyi Dóra · Magyarország                                                          | 23:17,862 | Tabea Medert · Németország                                                         | 23:19,214 | Lani Belcher · Egyesült Királyság                                       | 23:28,236 |

##### Kenu
| Versenyszám | Arany                                              | Arany    | Ezüst                                              | Ezüst    | Bronz                                           | Bronz    |
| ----------- | -------------------------------------------------- | -------- | -------------------------------------------------- | -------- | ----------------------------------------------- | -------- |
| C1 200 m    | Laurence Vincent-Lapointe · Kanada                 | 45,478   | Oleszja Romaszenko · Oroszország                   | 46,136   | Takács Kincső · Magyarország                    | 47,178   |
| C2 500 m    | Laurence Vincent-Lapointe · Katie Vincent · Kanada | 1:56,752 | Oleszja Romaszenko · Irina Andrejeva · Oroszország | 1:57,264 | Alena Nazdrova · Kamila Bobr · Fehéroroszország | 1:57,858 |

### Parakenu

#### Éremtáblázat
Az alábbi táblázat a parakenu szakág éremtáblázatát mutatja.
  *   Rendező
  *   Magyarország
| Helyezés | Ország             | Arany | Ezüst | Bronz | Összesen |
| -------- | ------------------ | ----- | ----- | ----- | -------- |
| 1        | Ausztrália         | 5     | 0     | 0     | 5        |
| 2        | Egyesült Királyság | 3     | 1     | 3     | 7        |
| 3        | Oroszország        | 1     | 2     | 2     | 5        |
| 4        | Brazília           | 1     | 2     | 1     | 4        |
| 5        | Ukrajna            | 1     | 0     | 2     | 3        |
| 6        | Olaszország        | 1     | 0     | 0     | 1        |
| 7        | Ausztria           | 0     | 2     | 0     | 2        |
| 7        | Magyarország       | 0     | 2     | 0     | 2        |
| 9        | Japán              | 0     | 1     | 1     | 2        |
| 10       | Németország        | 0     | 1     | 0     | 1        |
| 10       | Üzbegisztán        | 0     | 1     | 0     | 1        |
| 12       | Chile              | 0     | 0     | 1     | 1        |
| 12       | Románia            | 0     | 0     | 1     | 1        |
| 12       | Spanyolország      | 0     | 0     | 1     | 1        |
| Összesen | Összesen           | 12    | 12    | 12    | 36       |

#### Férfiak
| Versenyszám | Arany                               | Arany  | Ezüst                               | Ezüst  | Bronz                               | Bronz  |
| ----------- | ----------------------------------- | ------ | ----------------------------------- | ------ | ----------------------------------- | ------ |
| KL1 200 m   | Esteban Farias · Olaszország        | 47,116 | Suba Róbert · Magyarország          | 47,438 | Luis Cardoso da Silva · Brazília    | 48,016 |
| KL2 200 m   | Curtis McGrath · Ausztrália         | 41,758 | Markus Swoboda · Ausztria           | 42,508 | Mykola Syniuk · Ukrajna             | 43,281 |
| KL3 200 m   | Serhii Yemelianov · Ukrajna         | 39,632 | Caio Ribeiro de Carvalho · Brazília | 39,821 | Jonathan Young · Egyesült Királyság | 40,104 |
| VL1 200 m   | Luis Cardoso da Silva · Brazília    | 55,356 | Suba Róbert · Magyarország          | 58,617 | Pavel Gromov · Oroszország          | 59,689 |
| VL2 200 m   | Curtis McGrath · Ausztrália         | 50,628 | Markus Swoboda · Ausztria           | 52,312 | Javier Reja · Spanyolország         | 55,017 |
| VL3 200 m   | Jonathan Young · Egyesült Királyság | 48,769 | Caio Ribeiro de Carvalho · Brazília | 49,330 | Martin Tweedie · Egyesült Királyság | 50,958 |

#### Nők
| Versenyszám | Arany                                     | Arany    | Ezüst                                | Ezüst    | Bronz                               | Bronz    |
| ----------- | ----------------------------------------- | -------- | ------------------------------------ | -------- | ----------------------------------- | -------- |
| KL1 200 m   | Jeanette Chippington · Egyesült Királyság | 57,382   | Alexandra Dupik · Oroszország        | 57,871   | Katherine Wollerman · Chile         | 58,665   |
| KL2 200 m   | Emma Wiggs · Egyesült Királyság           | 49,947   | Nicola Paterson · Egyesült Királyság | 51,919   | Nadezda Andreeva · Oroszország      | 52,514   |
| KL3 200 m   | Amanda Reynolds · Ausztrália              | 50,344   | Shakhnoza Mirzaeva · Üzbegisztán     | 51,778   | Mihaela Lulea · Románia             | 52,033   |
| VL1 200 m   | Jocelyn Neumueller · Ausztrália           | 1:12,335 | Nakajima Akiko · Japán               | 1:17,251 | Seryu Monika · Japán                | 1:36,668 |
| VL2 200 m   | Susan Seipel · Ausztrália                 | 1:02,897 | Mariia Nikiforova · Oroszország      | 1:03,680 | Nataliia Lahutenko · Ukrajna        | 1:03,808 |
| VL3 200 m   | Larisa Volik · Oroszország                | 59,341   | Anja Adler · Németország             | 1:08,241 | Lindsay Thorpe · Egyesült Királyság | 1:08,347 |